# Барон Хэмптон

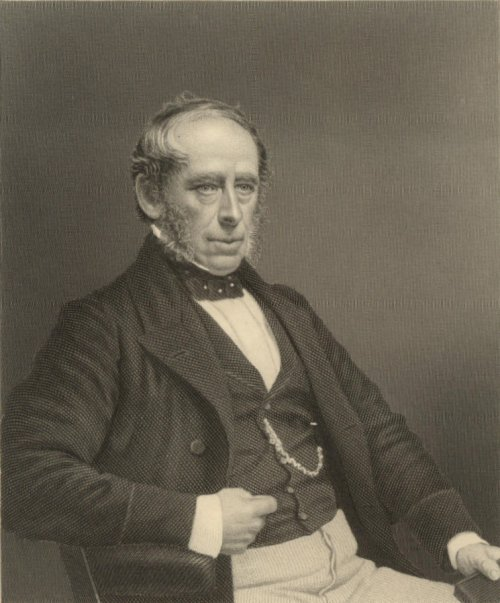
Джон Сомерсет Пакингтон, 1-й барон Хэмптон

Барон Хэмптон из Хэмптон Ловетта и Вествуда в графстве Вустершир — наследственный титул в системе Пэрства Соединенного Королевства. Он был создан 6 марта 1874 года для консервативного политика, сэра Джона Сомерсета Пакингтона, 1-го баронета (1799—1880). Ранее он представлял Дройтвич в Палате общин (1837—1874), занимал должности заместителя военного и колониального министра (1852), военного министра (1867—1868) и первого лорда Адмиралтейства (1858—1859, 1866—1867).
Титул баронета Пакингтона из Вествуд Парка был создан 13 июля 1846 года для Джона Сомерсета Рассела, который в 1830 году получил королевскую лицензию на новую фамилию «Пакингтон», чтобы унаследовать имения своего дяди по материнской линии, сэра Джона Пакингтона, 8-го и последнего баронета из Эйлсбери (1760—1830).
Преемником 1-го лорда Хэмптона стал его старший сын, Джон Слэни Пакингтон, 2-й барон Хэмптон (1826—1893). После его смерти в 1893 году титул перешел к его сводному брату, Герберту Перротту Мюррею Пакингтону, 3-му барону Хэмптону (1848—1906). Затем баронский титул унаследовал его второй сын, 4-й барон Хэмптон (1883—1962), а затем младший брат последнего, Хамфри Артур Пакингтон, 5-й барон Хэмптон (1888—1974). Сын пятого барона, Ричард Хамфри Рассел Пакингтон, 6-й барон Хэмптон (1925—2003), заседал в Палате общин от либеральной партии, и был пресс-секретарем партии по Северной Ирландии в Палате лордов с 1977 по 1987 год.
По состоянию на 2024 год носителем баронского титула являлся сын последнего, Джон Хамфри Арнотт Пакингтон, 7-й барон Хэмптон (род. 1964), который стал преемником своего отца в 2003 году.

## Бароны Хэмптон (1874)
- 1874—1880: Джон Сомерсет Пакингтон, 1-й барон Хэмптон (20 февраля 1799 — 9 апреля 1880), сын Уильяма Рассела и Элизабет Пакингтон (ум. 1813), дочери сэра Герберта Перрота Пакингтона, 7-го баронета (ум. 1795)[1]
- 1880—1893: Джон Слэни Пакингтон, 2-й барон Хэмптон (13 июля 1826 — 26 апреля 1893), единственный сын предыдущего от первого брака[2]
- 1893—1906: Герберт Перротт Мюррей Пакингтон, 3-й барон Хэмптон (12 февраля 1848 — 17 марта 1906), единственный сын 1-го барона Хэмптона от второго брака, сводный брат предыдущего[3]
- 1906—1962: Герберт Стюарт Пакингтон, 4-й барон Хэмптон (15 мая 1883 — 30 октября 1962), второй сын предыдущего[4]
- 1962—1974: Хамфри Артур Пакингтон, 5-й барон Хэмптон (8 сентября 1888 — 17 февраля 1974), младший брат предыдущего[5]
- 1974—2003: Ричард Хамфри Рассел Пакингтон, 6-й барон Хэмптон (25 мая 1925 — 9 июля 2003), единственный сын предыдущего[6]
- 2003 — настоящее время: Джон Хамфри Арнотт Пакингтон, 7-й барон Хэмптон (род. 24 декабря 1964), единственный сын предыдущего[7]
  - Наследник титула: достопочтенный Чарльз Ричард Калдато Пакингтон (род. 2 мая 2005), единственный сын предыдущего[8].